# Luca Hollestelle
Luca Hollestelle (Bilthoven, 7 april 1996) is een Nederlandse actrice en fotomodel.
Hollestelle is bekend geworden door haar hoofdrol als Yara Ludwig in de Nickelodeon-televisieserie De Ludwigs. Ook in 2016 vertolkte ze het personage Lucy in De vloek van manege Pegasus. Eerder in 2015 had ze een gastrol in SpangaS.
Als fotomodel was ze voornamelijk actief voor commerciële opdrachten buiten de modewereld. Ze was in 2011 laureate van de modellenwedstrijd Fancy Model Search.

## Filmografie

### Televisie
| Serie                                    | Personage | Jaren | Opmerking |
| ---------------------------------------- | --------- | ----- | --------- |
| 48 Minutes                               | Laura     | 2013  |           |
| SpangaS                                  | Isa       | 2015  |           |
| De Ludwigs                               | Yara      | 2016  | Hoofdrol  |
| De vloek van manege Pegasus              | Lucy      | 2016  | Gastrol   |
| De spa                                   | Laura     | 2017  | Gastrol   |
| De Ludwigs op jacht naar de stenen schat | Yara      | 2017  | Hoofdrol  |
| De Ludwigs S.O.S                         | Yara      | 2018  | Hoofdrol  |
| De slet van 6vwo                         | Melissa   | 2018  | Gastrol   |